# Gaultheria insipida
Gaultheria insipida, o chichaja es un arbusto nativa de los Andes, de la familia Ericaceae. Crece en Colombia, Ecuador y Perú.

## Descripción
Es un arbusto semi robusto que crece hasta los 1.8 a 2.4 m de altura. Sus ramas largas y delgadas tienen hojas de color verde brillante, que puede crecer hasta 7,6 cm de largo. En otoño, las hojas se vuelven de un color borgoña, y las flores de color rosa del arbusto maduran en bayas pequeñas, blancas rematadas con cinco puntos rojos.

## Medicina popular
En el departamento de Putumayo, al sudoeste de Colombia, el pueblo Inga trata el dolor crónico y otras afecciones con un cocimiento a fuego lento de la raíz de la planta en agua durante varias horas.
Para la mialgia (dolor de cuerpo), falta de energía / motivación e hipersomnia , el paciente bebe una infusión. La infusión también se dice que limpia la sangre y ayuda a prevenir la enfermedad. En los casos de reumatismo, fatiga crónica, o las hemorroides, el paciente bebe la infusión caliente.
Para malestar general, el paciente bebe una decocción de granicillo, guayabilla ( Eugenia victoriana ), chichaja, tugtu azul (una especie de Rubiaceae), Peperomia, y manzanilla tres veces al día.
Cuando esté cocido y consumido, la planta actúa como un purgante gastrointestinal. Por otra parte, para promover la depuración de toxinas a través de las glándulas sudoríparas, los ingas preparan una infusión de guasca conejo, tugtu azul y chichaja.
Las dosis más altas de la bebida tienen el efecto psicotrópico de ayudar a la gente a darse cuenta de su aspecto femenino. Bebedores masculinos informan que chichaja les hizo que evalúaran su trato a las mujeres.
En Colombia, chichaja a veces se llama hembra yagé ("hembra ayahuasca "), mientras que en Perú este apodo describe a Diplopterys cabrerana.

## Taxonomía
Gaultheria insana  fue descrita por George Bentham y publicado en Plantas Hartwegianas imprimis Mexicanas 225. 1846.
Etimología
Gaultheria, nombre genérico, mal escrito,  otorgado por el escandinavo Pehr Kalm en 1748 en honor de Jean François Gaultier de Quebec.
insipida: epíteto latíno que significa "insípida".
Sinonimia
- Brossaea insipida (Benth.) Kuntze	[8]